# 蘇霍季爾利亞
47°38′13″N 32°48′42″E / 47.63694°N 32.81167°E
蘇霍季爾利亞（烏克蘭語：Суходілля），是烏克蘭南部的村莊，隸屬尼古拉耶夫州的巴什坦卡區。該村面積1.03平方公里，海拔高度79米，2001年人口264，人口密度每平方公里255.3人。